# Lake Hamilton (Floryda)
Lake Hamilton – miasto w Stanach Zjednoczonych, w stanie Floryda, w hrabstwie Polk.